# Lista de atóis das Ilhas Marshall
As Ilhas Marshall são um grupo de ilhas na Micronésia, na Oceania. São compostas por 29 atóis e 5 ilhas, compreendidas por duas regiões: a Cadeia Ratak (ilhas orientais) e a Cadeia Ralik (ilhas ocidentais).
| Nome              | Número de ilhas | Área     | População    | Imagem |
| ----------------- | --------------- | -------- | ------------ | ------ |
| Atol Ailinginae   | 25              | 2,8 km²  | Desabitado   |        |
| Atol Ailinglaplap | 56              | 14,7 km² | 1.200 (2021) |        |
| Atol Ailuk        | 57              | 5,4 km²  | 200 (2021)   |        |
| ...               | ...             | ...      | ...          | ...    |